# Nick Martin
Nicholas Anthony Martin, född 10 december 1982, är en amerikansk musiker som är född och uppväxt i San Diego i Kalifornien i USA. Han är gitarrist i bandet D.R.U.G.S. Tidigare var han gitarrist och sångare för bandet Underminded sedan de började spela år 1999. Bandet har dock tagit en paus för tillfället.[när?] Han har även medverkat i band som Cinematic Sunrise och Isles and Glaciers. Dessa två band har även den tidigare sångaren för D.R.U.G.S (eg. Destroy Rebuild Until God Shows) varit sångare för. Från 2013 är Nick Martin medlem i post-hardcorebandet Sleeping with Sirens.

## Diskografi (urval)

### Med D.R.U.G.S.
Album
- 2011 – D.R.U.G.S.

EP
- 2011 – Live From Hot Topic

Singlar
- 2010 – "If You Think This Song Is About You, It Probably Is"
- 2011 – "Sex Life"

### Med Sleeping with Sirens
Studioalbum
- 2015 – Madness
- 2017 – Gossip
- 2019 – How It Feels to Be Lost